# Mine de Bajanova
La mine de Bajanova (en ukrainien : Бажанова) est une mine de charbon située en Ukraine, dans l'oblast de Donetsk, dans la ville de Makeïevka, de jure en république populaire de Donetsk.

## Production
Avec des réserves estimées de 58,7 million de tonnes de charbon (en 2001), la mine de Bajanova représente une des plus importantes réserves de charbon d'Ukraine. Sa production annuelle est de 1,02 million de tonnes.

## Accident
Le 29 juillet 2011, un ascenseur utilisé pour le transport des mineurs et de l'équipement s'effondre dans la mine. Un premier bilan fait état de un mort et huit blessés,. Ce bilan sera finalement porté à onze morts et quatre blessés graves.
Le président Viktor Yanoukovitch ordonnera une enquête sur les circonstances de l'accident. Le premier ministre ukrainien Mykola Azarov parlera de « négligence », et estime à 16 mois la durée des travaux nécessaires pour réparer les dommages. 
Plus tôt dans la même journée, un autre accident dans une mine de charbon a eu lieu en Ukraine : une explosion dans la mine Soukhodolskaïa-Vostotchnaïa fait vingt-six morts et deux blessés.
Viktor Yanoukovitch déclare le 31 juillet, journée de deuil national en hommage aux mineurs.